# Caspase 10
La caspase 10 est une protéase à cystéine de la famille des caspases. Elle catalyse le clivage des chaînes polypeptidiques au niveau de séquences ayant un résidu d'aspartate en P1, avec une préférence pour la séquence Leu-Gln-Thr–Asp-|-Gly. Elle est codée chez l'homme par le gène CASP10, situé sur le chromosome 2. L'épissage alternatif de l'ARN messager issu du gène de la caspase 10 produit trois variantes de transcription qui sont traduits en plusieurs isoformes distinctes.
L'activation séquentielle des caspases joue un rôle central dans la réalisation de l'apoptose cellulaire. Ces caspases sont présentes dans la cellule sous la forme de proenzymes qui subissent un clivage protéolytique par d'autres caspases au niveau de résidus d'aspartate conservés pour produire deux sous-unités, une grande et une petite, qui forment un hétérotétramère constitué de deux hétérodimères. La procaspase 10 est ainsi clivée par la caspase 8 pour donner la forme enzymatiquement active, laquelle clive à son tour la caspase 3 et la caspase 7.